# الطبيب (فلم 2013)
الطبيب (بالألمانية: Der Medicus)  هو فيلم درامي تاريخي ألماني عام 2013 مقتبس من رواية تحمل نفس الاسم للكاتب نوح غوردون. الفيلم، الذي شارك في كتابته وأخرجه فيليب شتولزل، يحكي عن يتيم من بلدة إنجليزية في القرن الحادي عشر ماتت والدته بسبب مرض جانبي. يتعهد الصبي بدراسة الطب ويقرر السفر إلى بلاد فارس.
يقوم ببطولة الفيلم توم باين وبن كينجسلي (في دور الطبيب ابن سينا ) وستيلان سكارسجارد وأوليفييه مارتينيز وإيما ريجبي في الأدوار الرئيسية.

## حبكة
في العصور الوسطى في أوروبا، تقاتل الكنيسة ضد «السحر الأسود». ضاعت المعرفة الطبية للأطباء اليونانيين مثل أبقراط وجالينوس في الطب في أوروبا في العصور الوسطى. في إنجلترا في القرن الحادي عشر، حاول جراحو الحلاقون المتنقلون توفير الرعاية الطبية للسكان العاديين، وغالبًا ما كانوا معرضين لخطر اضطهادهم من قبل الكنيسة بسبب السحر.
روبرت كول لديه موهبة غير عادية، حيث يمكنه أن يشعر عندما يُترك شخص دون علاج يعاني من مرض عضال. لاحظ هذا لأول مرة عندما شعر به كطفل صغير عندما تموت والدته المريضة من مرض جانبي، وهو مرض لم يكن على دراية به. ينضم اليتيم الشاب إلى حلاق جراح متجول يطلق على نفسه اسم الحلاق. يعلمه باربر أساسيات طب العصور الوسطى، مع خدمات مثل العلاج بالحجامة، وإراقة الدماء، وخلع الأسنان. حتى عندما كان متدربًا، يدرك روب حدود هذه الممارسات البسيطة. عندما يعاني باربر من إعتام عدسة العين، يستشير روب طبيبًا من أجله. هذا الطبيب اليهودي يشفي حلاقًا تمامًا من إعتام عدسة العين. يتعلم القليل من الثقافة اليهودية. يتحدث مع طفلين، جيسي وبنيامين. هناك، يرى روب لأول مرة خريطة للعالم، ويتعلم عن ابن سينا الشهير، الذي يدرس الطب في منطقة كاكويد الفارسية البعيدة. لذلك قرر أن يتدرب هناك ليصبح طبيباً. خلال العصر الذهبي الإسلامي، كان الطب في العالم الإسلامي في العصور الوسطى أكثر تقدمًا بكثير مما كان عليه في أوروبا. يقوم الطبيب والعالم والفيلسوف ابن سينا بالتدريس في أصفهان، التي كانت أهم مدرسة للممارسين الطموحين في العالم في ذلك الوقت.
يُقال لروب إن المسيحيين ممنوعون من دخول الأراضي الإسلامية بينما يُسمح لليهود. عند وصوله إلى مصر، يختن روب نفسه ويطلق على نفسه اسم جيسي بن بنيامين، متظاهرًا بأنه يهودي (روب، في الواقع، مسيحي). في قافلة، قابل ريبيكا التي قرأت له من كتاب عن علاء الدين والسندباد البحري. تتعرض القافلة لعاصفة رملية، لذا كاد روب يموت. عندما طلب بعد وصوله إلى أصفهان قبوله في مستشفى ومدرسة ابن سينا، حيث تم رفضه وطرده وضربه من قبل الحراس. ملقى في الشارع مصابًا بجرح وارتجاج في المخ وجدته صحيفة الغارديان، ثم يتم نقله كمريض.
في البيمارستان (مستشفى) ومدرسة (كلية)، يعالج من قبل ابن سينا وتم قبوله كطالب لتعلم أساسيات الطب العلمي بالإضافة إلى العلوم والفلسفة الأخرى (بما في ذلك الفلسفة الأرسطية والإسلامية ). يتعلم روب إجراء التاريخ الطبي والفحص الطبي بما في ذلك تشخيص النبض وعلاج العلقة واستخدام الأفيون، بما في ذلك التأثير المسكن والإجراءات الجراحية. بعد أن رفض الشاه معاهدة سلام مع السلاجقة، أرسل السلاجقة رجلاً مصابًا بالموت الأسود لإصابة المدينة عمداً. الآلاف يموتون بعد أن رعاهم ابن سينا وطلابه. فقط من خلال اكتشاف روب والتطبيق السريع لمبادئ النظافة الأساسية، يتم التغلب على الطاعون. يقترح روب أن براغيث الجرذ الشرقية قد تكون حاملة للموت الأسود، ومع سم الفئران يمكن قمع الآفة. تجتمع روب مع ريبيكا، التي أصيبت بالطاعون، وهي قادرة على الارتباط بها منذ أن ترك زوجها المدينة مؤقتًا، وتركها تمرض. تمرض روب عودة صحتها، وتتعافى ريبيكا تمامًا، وانخرطت هي وروب في علاقة عاطفية وانخرطت في ممارسة الجنس خارج نطاق الزواج مباشرة قبل أن تعود ريبيكا إلى زوجها الذي عاد إلى المدينة. نتيجة لذلك، حملت ريبيكا، واكتشف زوجها ذلك في النهاية، مما أدى إلى الحكم عليها بالإعدام رجماً.
تؤثر الديانات المسيحية واليهودية والإسلامية على تقييم العلوم الطبية، وينتج الصراع بسبب التقييم الأخلاقي لتشريح الجثة على جسم الإنسان. عندما يموت الزرادشتية بسبب مرض جانبي، يتعلم روب منه أن الزرادشتية لا تمنع أحد اتباعه من الخضوع لتشريح الجثة بعد الموت. يقوم روب بتشريح جسده سرًا لتعميق معرفته بالتشريح واكتشاف الزائدة الدودية الملتهبة. عندما يكتشف الملالي ما فعله، يُحكم على كل من روب وابن سينا بالإعدام بتهمة استحضار الأرواح. ريبيكا على وشك الرجم بتهمة الزنا، عندما يصاب الشاه على ما يبدو بمرض جانبي. تم إطلاق سراح روب وابن سينا حتى يقوم روب بإجراء عملية استئصال الزائدة الدودية باستخدام التخدير على الشاه. قبل بدء الجراحة، يرتب روب لإنقاذ ريبيكا من إعدامها الوشيك.
أصفهان خانها الملالي للسلاجقة، لأنهم يريدون طرد الجالية اليهودية ومدرسة ابن سينا خارج المدينة. ثم وصل جنود الملا لمهاجمة المستشفى. يتوجه ابن سينا إلى المكتبة المحترقة وينقل كتاباته الطبية إلى روب كول، ومنحه أيضًا لقب «حكيم». ثم يبقى ابن سينا ليموت في المكتبة المحترقة.
روب كول وآخرين يهربون من بوابة أخبرهم الشاه عنها بينما يذهب هو ورجاله لاتخاذ موقف أخير ضد السلاجقة. يعود روب مع ريبيكا، كزوجته، إلى لندن ويؤسس مستشفى. الحلاق العجوز، المعلم الأول لكول، يتعلم من صبي صغير عن عودة تلميذه السابق وشهرته. ثم يطلب الحلاق من الصبي اصطحابه لرؤية تلميذه العجوز مع انتهاء الفيلم.

## الطاقم
- توم باين بدور روب كول / جيسي بن بنيامين
- إيما ريجبي في دور ريبيكا
- ستيلان سكارسجارد في دور الحلاق
- بن كينجسلي مثل ابن سينا
- أوليفييه مارتينيز في دور شاه علاء الدولة
- مايكل ماركوس في دور ميردين
- الياس مبارك في دور كريم
- فهري ياردم بدور دافوت حسين
- مكرم خوري إماما
- ستانلي تاونسند في دور بار كابارا
- آدم توماس رايت في دور الشاب روب كول
- بيتر بانكول في دور مانو داياك
- رينو سيتنا بدور قاصم

## إصدار الفيلم
عرض الفيلم لأول مرة في 25 ديسمبر 2013 في دور العرض الألمانية. لقد كان نجاحًا فوريًا في شباك التذاكر وحصل المنتجين على جائزة بوجي لأكثر من 1000 زائر لكل نسخة في عطلة نهاية الأسبوع الافتتاحية و 1 مليون زائر في غضون عشرة أيام.
تم إصداره أيضًا كمسلسل صغير ممتد من جزأين للتلفزيون الألماني العام ARD.

### استقبال نقدي
كان نقاد الفيلم إيجابيين بشكل عام لمرئياته وموضوعاته المثيرة للاهتمام بينما انتقد بسبب عدم دقته التاريخية ورومانسية التبسيط. أشاد بيتر ديبروج بالفيلم لكونه «ملحمة تاريخية مؤثرة تضع التقدم الفكري في مواجهة التأثير الخانق لأديان العالم». اعتبر تمثيل بن كينجسلي ناجحًا في تصوير العالم الإسلامي ابن سينا.   تم تقدير العناصر المرئية وتصميم المشهد للفيلم.   على الرغم من الموافقة على تصميم البيئة والأزياء،  لوحظت الأخطاء التاريخية بشكل سلبي.   تم انتقاد الفيلم بسبب «بنية القصة القديمة»،  «الحيل العاطفية المبسطة والتوصيفات المختزلة»  وعدم دقة السيناريو. مثل الجدول الزمني المتغير، والتصوير الخاطئ للقوانين والتنظيمات الإسلامية، والمقارنة غير الواقعية لابن سينا مع تلميذه (بطل الرواية).  

## روابط خارجية
- الطبيب  في قاعدة بيانات الأفلام على الإنترنت (بالإنجليزية)
- The Physician at Rotten Tomatoes
- الطبيب على موقع أول موفي.
- The Physician (Der Medicus): Berlin Review on hollywoodreporter.com
- 'Der Medicus' At #1 In Germany And Spain on bertelsmann.com/